# Rainbow (musikalbum)
Rainbow är ett album av  Dolly Parton, utgivet den 19 december 1987 som hennes första efter skivbolagsbytet till CBS Records efter nästan två decennier på RCA. Det var hennes 29:e studioalbum. Dolly Parton planerade ursprungligen att skifta mellan att släppa pop- och countryalbum (i stället för att blanda båda stilarna på samma album), men då Rainbow sålde dåligt och fick dålig kritik, övergavs denna plan, och hon fokuserade allt mindre på att spela in countrylåtar under sista tiden på CBS.
Vid tiden då albumet släpptes var det Dolly Partons lägst placerad någonsin på försäljningslistorna. Det nådde som högst placeringen 153 på USA:s popalbumlistor och tog sig med knapp marginal in bland de 20 bästa på countryalbumlistorna. Den första sineln, "The River Unbroken" missade countrymusikens topp 40, och nådde som högst placeringen # 63, och tog sig inte in på poplistorna. Den andra singeln, "I Know You by Heart", en duett med Smokey Robinson, nådde inte listorna alls.
Albumsläppet sammanföll med Dolly Partons varieté Dolly 1987-1988, och många av låtarna framfördes under showen. 

## Låtlista
1. "The River Unbroken"
2. "I Know You By Heart" (duett med Smokey Robinson)
3. "Everyday Hero"
4. "Red Hot Screaming Love"
5. "Make Love Work"
6. "Could I Have Your Autograph"
7. "Two Lovers"
8. "Dump The Dude"
9. "Savin' It For You"
10. "More Than I Can Say"